# Lex Laetoria
La lex Laetoria de circumscriptione adulescentium è una legge romana del 191 a.C.
Per effetto di questa legge, chiunque raggirasse un minore di 25 anni proponendogli un affare svantaggioso poteva essere soggetto ad un'azione penale popolare. L'immediata, ancorché imprevedibile, conseguenza della lex Laetoria fu una limitazione di fatto della capacità di agire dei minori di 25 anni. Infatti per evitare di essere ritenuti frodatori, divennero sempre meno i commercianti disposti a concludere affari con questa categoria di persone. Così, vista la diminuzione del proprio giro d'affari, furono gli stessi minori di 25 anni a chiedere al pretore di assegnare loro un curatore, che vigilasse sul loro operato e, quindi, garantisse con la sua presenza la validità degli atti da loro compiuti. Questi curatori divennero poi permanenti con Marco Aurelio, facendo dei minori di 25 anni una nuova categoria di incapaci, insieme ai furiosi e ai prodigi.